# Metahumor
Metahumor é o humor a propósito do humor. O prefixo meta refere-se neste caso a como uma piada está referida a si mesma, da mesma maneira que os metadados são dados sobre outros dados ou a metaficção é uma ficção referida a si mesma.